# Quatuor à cordes no 12 de Beethoven
Pour les articles homonymes, voir Quatuor à cordes no 12.
Le Quatuor à cordes no 12 en mi bémol majeur, op. 127, de Ludwig van Beethoven, est composé entre 1823 et octobre 1824 et publié en 1826 avec une dédicace au prince Galitzine. Il est le premier de la dernière série des quatuors de Beethoven, qui comprend cinq œuvres.

## Présentation de l'œuvre
Postérieur de quatorze ans au Onzième Quatuor, le douzième inaugure la série des derniers quatuors de Beethoven qui sont souvent considérés comme les plus grandes œuvres de celui-ci. Comme le Treizième et le Quinzième, il répond à une commande du prince Galitzine. Sa composition est contemporaine de l'achèvement de la Neuvième Symphonie et il est créé le 6 mars 1825 par Schuppanzigh et son quatuor, sans succès. Comme les autres quatuors de cette période, le Douzième demeure longtemps incompris du public.
L'édition originale, en parties séparées, est assurée par Schott à Mayence  en mars 1826 et en partition en juin 1826. Le titre est en français : « Grand Quatuor pour deux Violons, Alto et Violoncelle, composé et dédié à Son Altesse Monseigneur Le Prince Nicolas de Galitzine,…, par Louis v.Beethoven. Oeuv.127. ».
Le Scherzo est le plus développé de l'œuvre de Beethoven, avec ceux du Septième Quatuor (opus 59 n°1) et de la Neuvième Symphonie. Mais tandis que celui de l'opus 59 tire son développement de la diversité des motifs et du jeu ondoyant des aspects musicaux, celui de ce quatuor en mi bémol sort tout entier d'un germe obscur de plus en plus élargi.
Il comporte quatre mouvements :
1. Maestoso, à 
 — Allegro, à 
, en mi bémol majeur (282 mesures)[6]
2. Adagio ma non troppo e molto cantabile, à 
, en la bémol majeur  (126 mesures)[6]
3. Scherzo vivace, à 
, en mi bémol majeur (435 mesures)[6]
4. Finale: Allegro, à , en mi bémol majeur (299 mesures)[6]

Sa durée d’exécution est d'environ 37 minutes.

## Repères discographiques
- Quatuor Busch, 1942 (Sony)[8]
- Quatuor Italiano, 1968 (Philips)[9]
- Quatuor Végh, 1974 (Auvidis-Valois)[10]
- Quatuor Alban Berg, 1979 (EMI)[11],[12]
- Quatuor Talich, 1980 (Calliope)[13]
- Quatuor Takács, 2005 (Decca)[14]
- Quatuor de Tokyo, 2010 (Harmonia Mundi)[15]
- Quatuor Artemis, 2011 (Virgin Classics)[16],[17]
- Quatuor Belcea, 2012 (Zig-Zag Territoires)
- Quatuor Ébène, 2020 (Erato), enregistrement en concert à São Paulo (18 septembre 2019)